# Konvention von Chuenpi

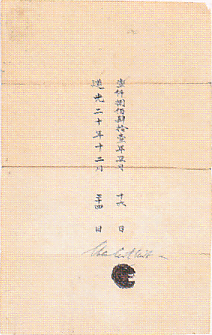
Letzte Seite der Konvention mit der Unterschrift des britischen Generalbeauftragten Charles Elliot

Die Konvention von Chuenpi war ein nicht-ratifizierter Vertragsentwurf zur Beendigung des Ersten Opiumkriegs. Der Vertrag wurde im Januar und Februar 1841 zwischen dem britischen Generalbeauftragten Charles Elliot und dem Generalgouverneur von Lianguang Qishan in Kanton verhandelt. Er wurde von beiden Regierungen nicht ratifiziert.

## Hintergrund
Die britische Regierung reagierte auf die Vernichtung des Opiums vorwiegend britischer Händler durch Lin Zexu mit einer militärischen Strafexpedition gegen das Kaiserreich China. Die britische Flotte eroberte Zhoushan und positionierte sich dann an der Mündung des Hai He, um die chinesische Seite zu Verhandlungen zu zwingen. Kaiser Daoguang beauftragte den Generalgouverneur von Zhili, mit den Briten zu verhandeln. Qishan konnte den Abzug der Flotte aus dem Norden erreichen. Er wurde von Daoguang zum Generalgouverneur der Südprovinzen ernannt und vereinbarte mit Elliot, in Kanton zu verhandeln. Um ihren Forderungen Nachdruck zu verleihen, eroberten die Briten auf Befehl Elliots am 7. Januar 1841 in der Zweiten Schlacht von Chuenpi die äußeren Verteidigungslinien am Mündungsgebiet des Perlflusses.

## Verhandlungen und Inhalt
Am 21. Januar präsentierte Elliot Qishan schriftlich einen Vertragsentwurf. Dieser umfasste die Übergabe des besetzten Hongkongs an Großbritannien. Ebenso sollte das Kaiserreich zur Zahlung von 6 Millionen Silberdollar als Wiedergutmachung für das vernichtete Opium verpflichtet werden. Zudem sollte die chinesische Regierung mit Großbritannien diplomatische Beziehungen auf gleicher Augenhöhe zulassen. Der bis dato gesperrte Auslandshandel in Kanton sollte wiederaufgenommen werden. Als Zugeständnis an die chinesische Seite sollten die Briten die besetzte Insel Zhoushan räumen. Qishan stellte Elliot eine Unterzeichnung des Vertrags in Aussicht.
Kaiser Daoguang lehnte den Vertrag jedoch ab. Qishan versuchte weiterhin, eine Verhandlungslösung zu erreichen, fälschte seine Berichte an den Kaiserhof und ignorierte die Befehle des Kaisers, die Verhandlungen abzubrechen. Er rechtfertigte sein Verhalten damit, Zeit für eine militärische Antwort auf die Briten gewinnen zu wollen. Am 13. Februar wurde Qishan durch den Mandschuadligen Yishan abgelöst und verhaftet. Am 20. Februar stellte Elliot den chinesischen Behörden ein Ultimatum. Sollten die chinesischen Behörden den Vertrag nicht ratifizieren, würde der Krieg von britischer Seite weitergeführt. Der britische Außenminister Lord Palmerston rügte Elliot, da dieser einen Vertrag akzeptiert hatte, der nicht alle von Palmerston angeordneten Verhandlungspunkte zu Gunsten der Briten umsetzte. Infolgedessen ersetzte Palmerston Elliot durch Henry Pottinger, der einen aggressiveren Kurs in dem Konflikt verfolgen sollte.

## Folgen
Die britischen Streitkräfte setzten ihre Offensive in Guangdong fort und eroberten im Februar 1840 in der Schlacht am Humen die Küstenbefestigungen an der Perlflussmündung. Der Krieg endete mit dem Vertrag von Nanjing 1842, der in vielen Punkten gleichlautend mit der Konvention von Chuenpi war.